# 神戸三宮雲井通5丁目地区第一種市街地再開発事業
神戸三宮雲井通5丁目地区第一種市街地再開発事業（こうべさんのみやくもいどおり5ちょうめちくだいいっしゅしがいちさいかいはつじぎょう）は兵庫県神戸市中央区雲井通で行われている都市再開発事業である。

## 概要
雲井通5丁目の街区全体につき、従前のサンパル、雲井通小公園、東横INN神戸三ノ宮2、神戸市勤労会館・神戸市立三宮図書館、中央区役所を一体で再開発するものである。
地上32階建て高さ約163mの超高層ビルが建てられ、バスターミナル施設、公益施設、商業施設、業務施設、宿泊施設、駐車場が設けられる。
施工者は雲井通5丁目再開発株式会社、特定事業参加者は三菱地所株式会社、三菱倉庫株式会社、TC神鋼不動産株式会社、特定業務代行者は株式会社大林組である。
2022年（令和4年）6月に従前建物の解体を開始、2023年（令和5年）9月に工事着工、2027年（令和9年）12月に完成予定である。